# Terremoto de Mindanao de noviembre de 2023
El terremoto de Mindanao de 2023 fue un movimiento sísmico ocurrido el 17 de noviembre de 2023 a las 16:14 hora local (08:20 UTC). Tuvo una profundidad de 78 km y una magnitud de 6.7 Mw.Tuvo una intensidad de VIII (Severo) en la escala de Mercalli. Su epicentro fue en la provincia de Dávao Occidental. 11 personas resultaron muertas y 776 resultaron heridas.

## Entorno tectónico
La Placa del Mar de Filipinas está rodeada por las placas más grandes del Pacífico y Eurasia y por la placa más pequeña de Sunda. La Placa del Mar de Filipinas es inusual porque sus límites son casi todas zonas de convergencia de placas. La Placa del Pacífico está sumergida en el manto, al sur de Japón, debajo de los arcos de las islas Izu-Bonin y Mariana que se extienden más de 3.000 km a lo largo del margen oriental de la Placa del Mar de Filipinas. Esta zona de subducción se caracteriza por una rápida convergencia de placas y una sismicidad de alto nivel que se extiende a profundidades de más de 600 km. A pesar de esta extensa zona de convergencia de placas, la interfaz de placas se ha asociado con pocos grandes terremotos (M>8,0). Se cree que esta baja liberación de energía sísmica es el resultado de un acoplamiento débil a lo largo de la interfaz de la placa. Estos márgenes de placa convergentes también están asociados con zonas inusuales de extensión de arco posterior (junto con la actividad sísmica resultante) que desacoplan los arcos de islas volcánicas del resto de la Placa del Mar de Filipinas.

## Terremoto
El terremoto empezó a las 16:14 hora local (08:20 UTC). En Glan se registró intensidad VII (Destructivo). Se informó de intensidad VI en General Santos, así como en Polomolok y Koronadal. El temblor también se sintió en la vecina Indonesia, midiendo la intensidad V en la escala de intensidad modificada de Mercalli en las Islas Sangihe.

## Impacto
Al menos 11 personas murieron, otras 2 desaparecieron.Otras 776 personas más fueron hospitalizadas; 450 por pánico y otros 326 por heridas leves. De los muertos, tres son de General Santos, dos de Glan, uno de José Abad Santos, y uno de Malapatan Más de 60 edificios, 32 casas, 11 carreteras y 4 puentes resultaron dañados en Cotabato Sur, General Santos y Dávao Occidental. Se produjeron cortes de energía en 21 áreas, 7 de las cuales ya fueron restauradas. Un deslizamiento de tierra bloqueó una carretera entre Glan y Malapatan, en la costa de Alabel el mar se recogió. Un edificio se derrumbó en Tampakan, 2 centros comerciales resultaron dañados en Koronadal y 9 casas, así como algunas escuelas, resultaron dañadas en José Abad Santos. 